# Лінгевард
Лінгевард (нід. Lingewaard, нід. вимова: [ˌlɪŋəˈʋaːrt] ( прослухати)) — муніципалітет у Нідерландах, у провінції Гелдерланд. Утворений 2001 року шляхом злиття колишніх муніципалітетів Беммел, Гюссен та Гендт.
Розташований на півдорозі між Арнемом і Неймегеном, значна частина населення муніципалітету їздить на роботу до цих більших міст.

## Населені пункти муніципалітету
Міста
- Гюссен
- Гендт

Села
- Ангерен
- Беммел
- Галдерен
- Дорненбюрг
- Ло
- Рессен

Селища
- Бал
- Дорнік
- Гюлгейзен
- Капел

## Визначні мешканці
- Стейн Схарс (нар. 1984 в Гендті) — нідерландський футболіст

## Галерея

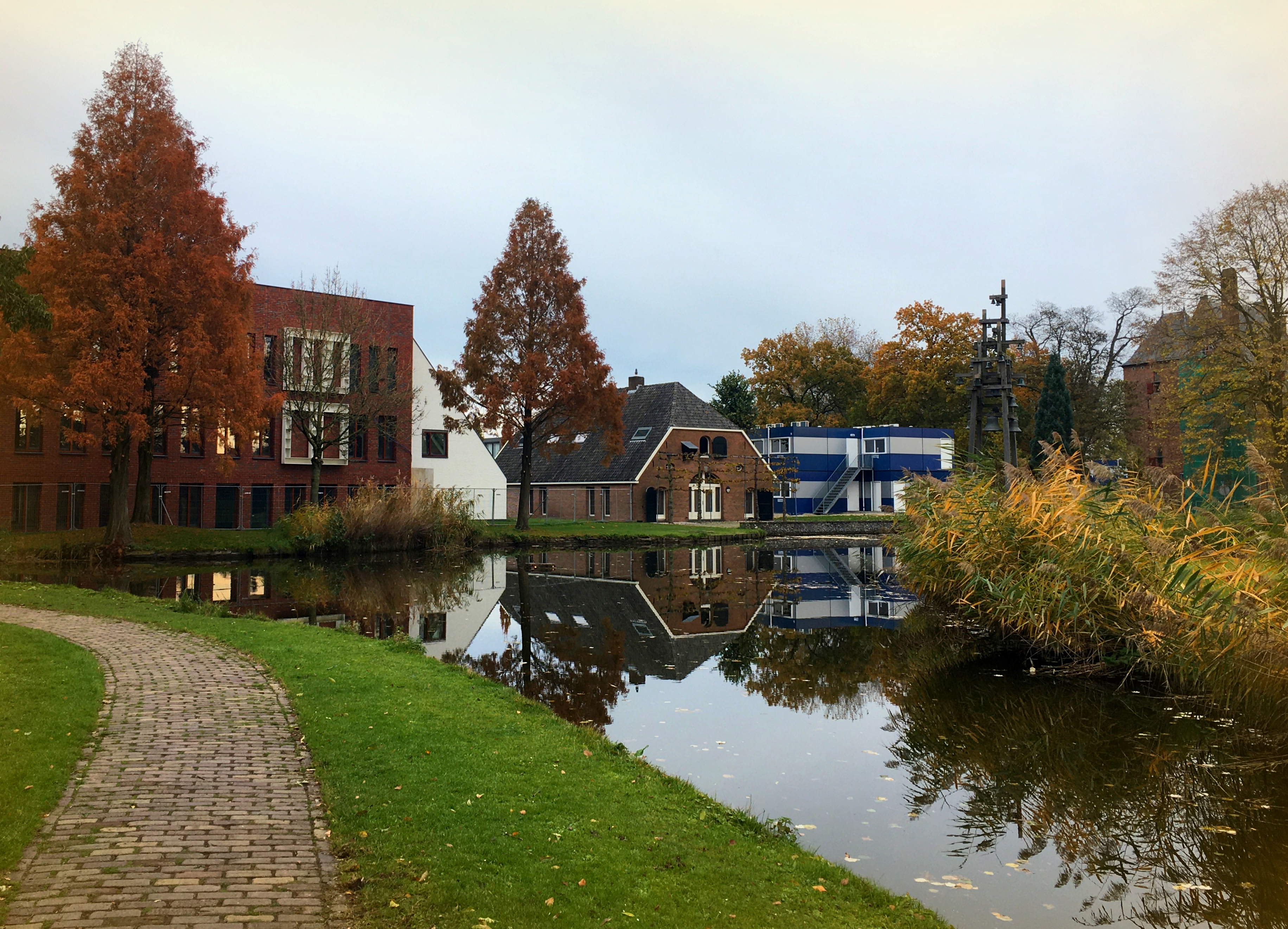
Мерія Лінгеварда
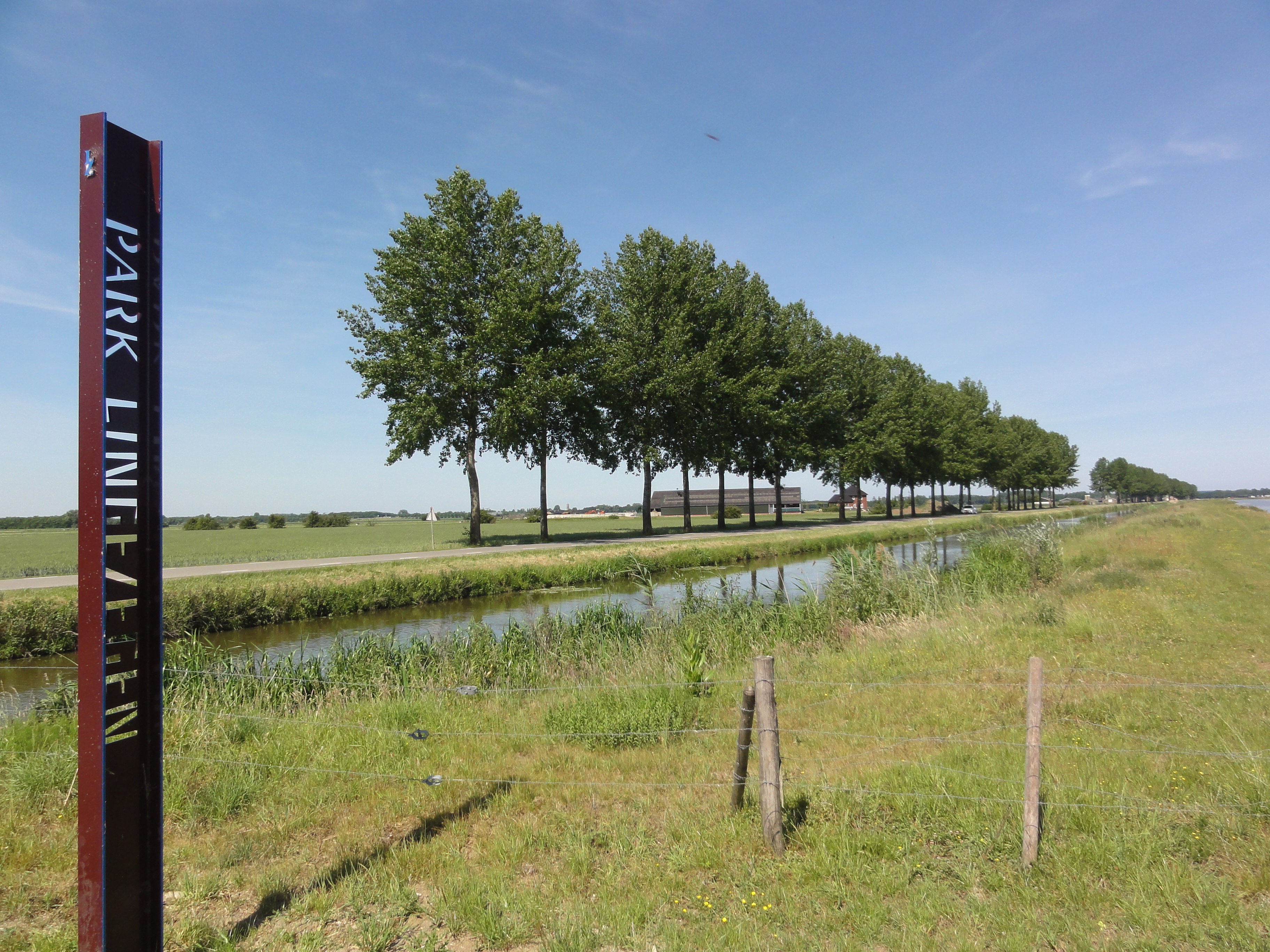
Течія Лінге в Беммелі
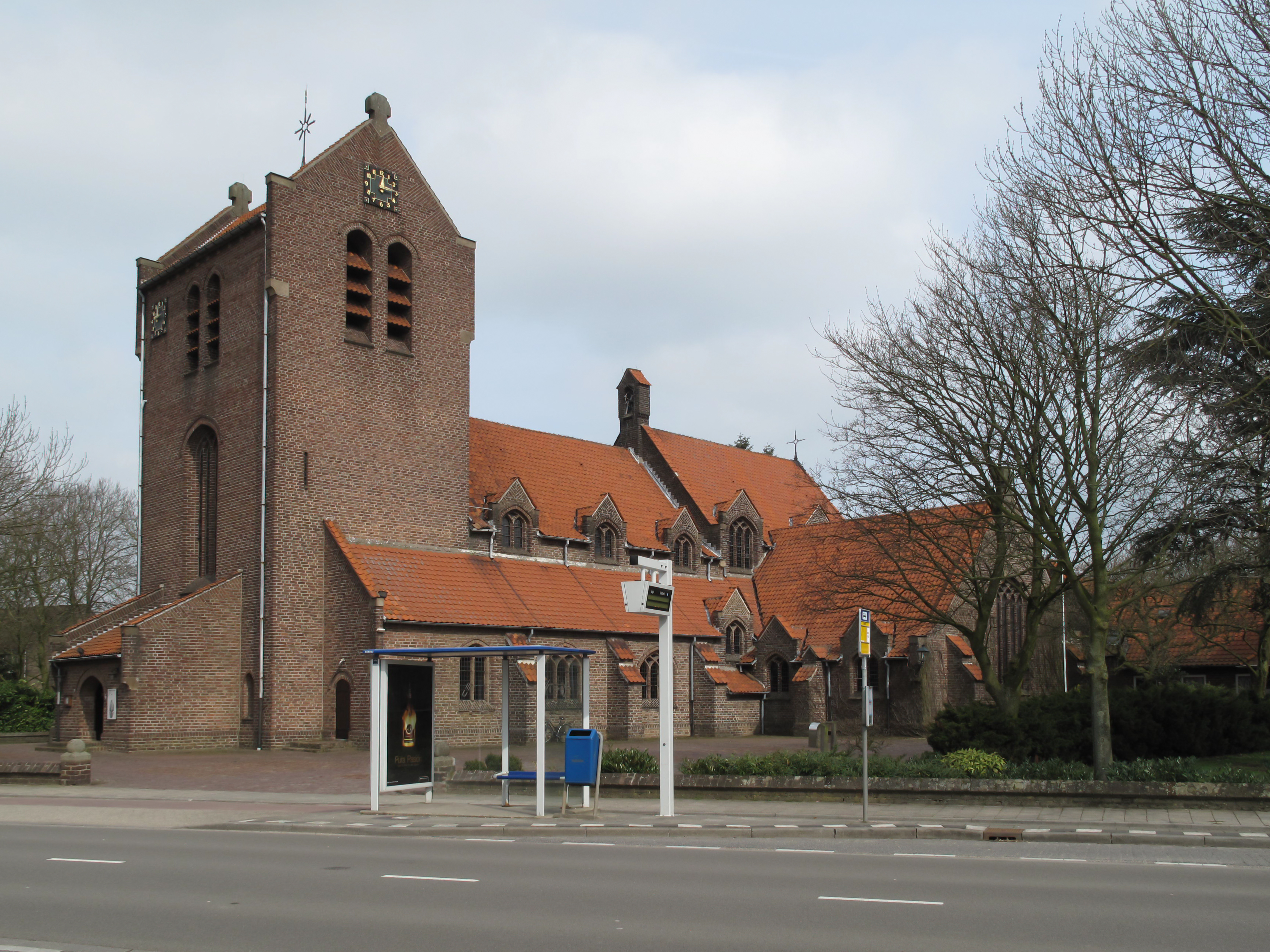
Церква в Галдерені
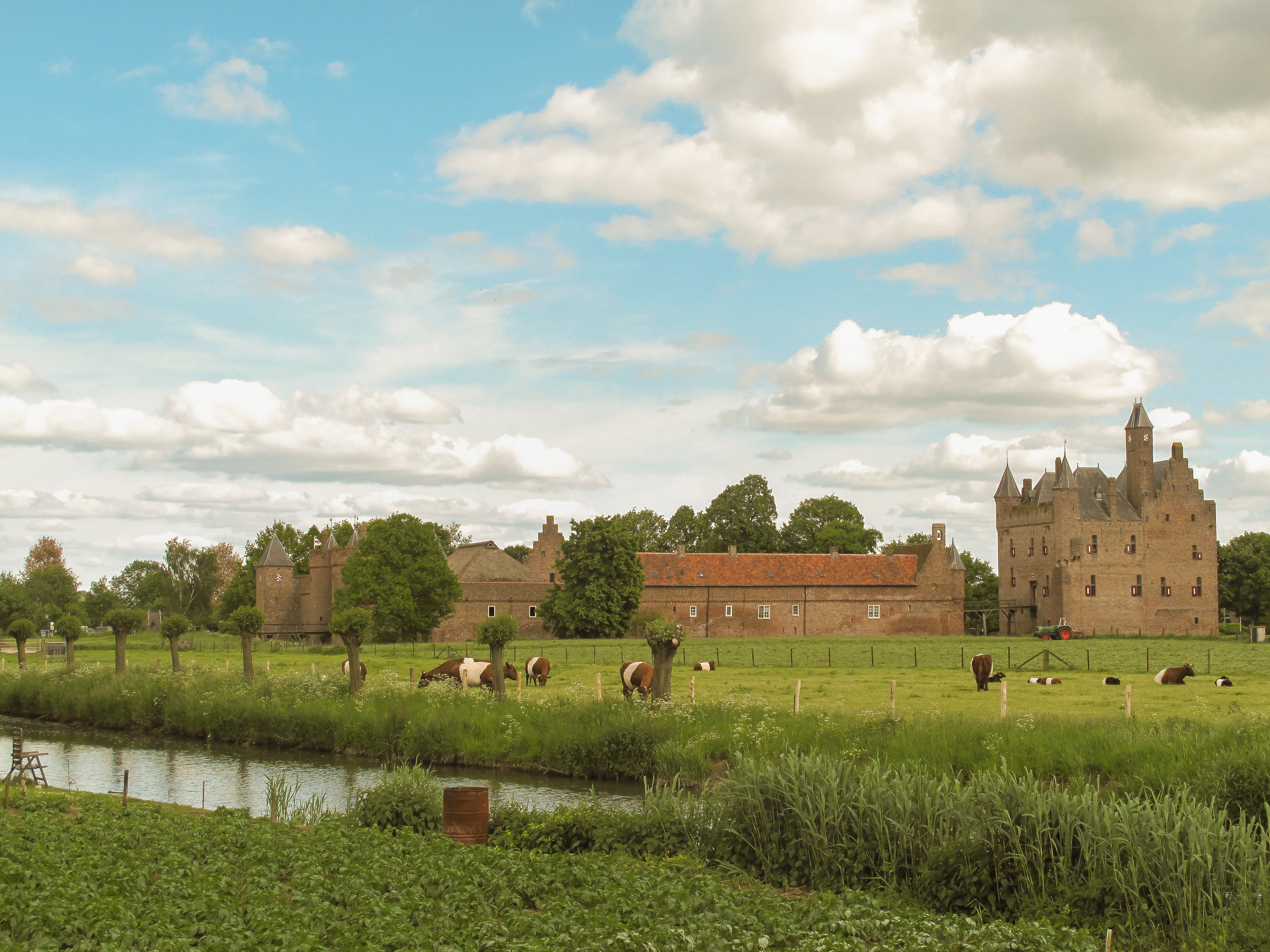
Замок в Дорненбюрзі
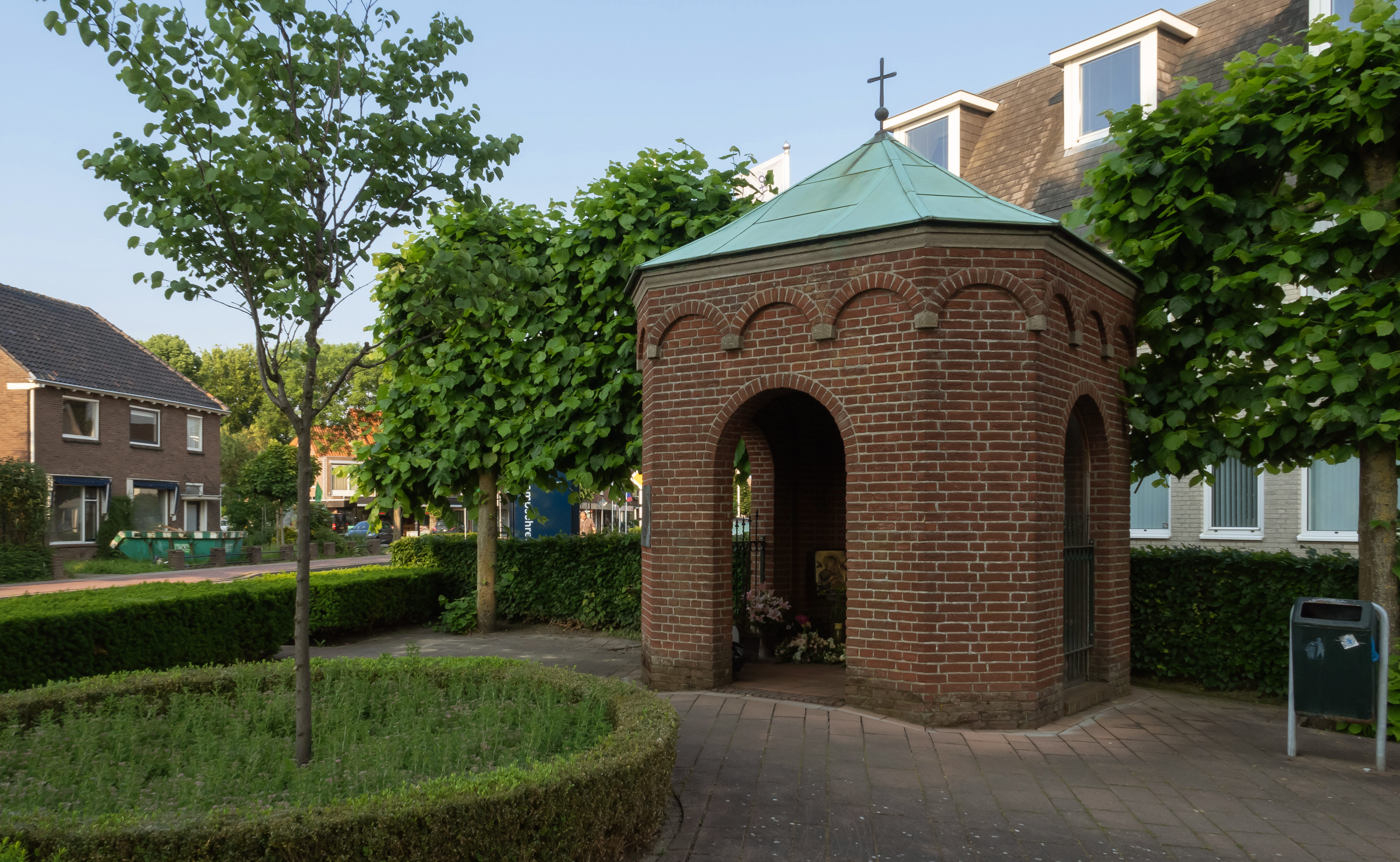
Каплиця в Гейссені
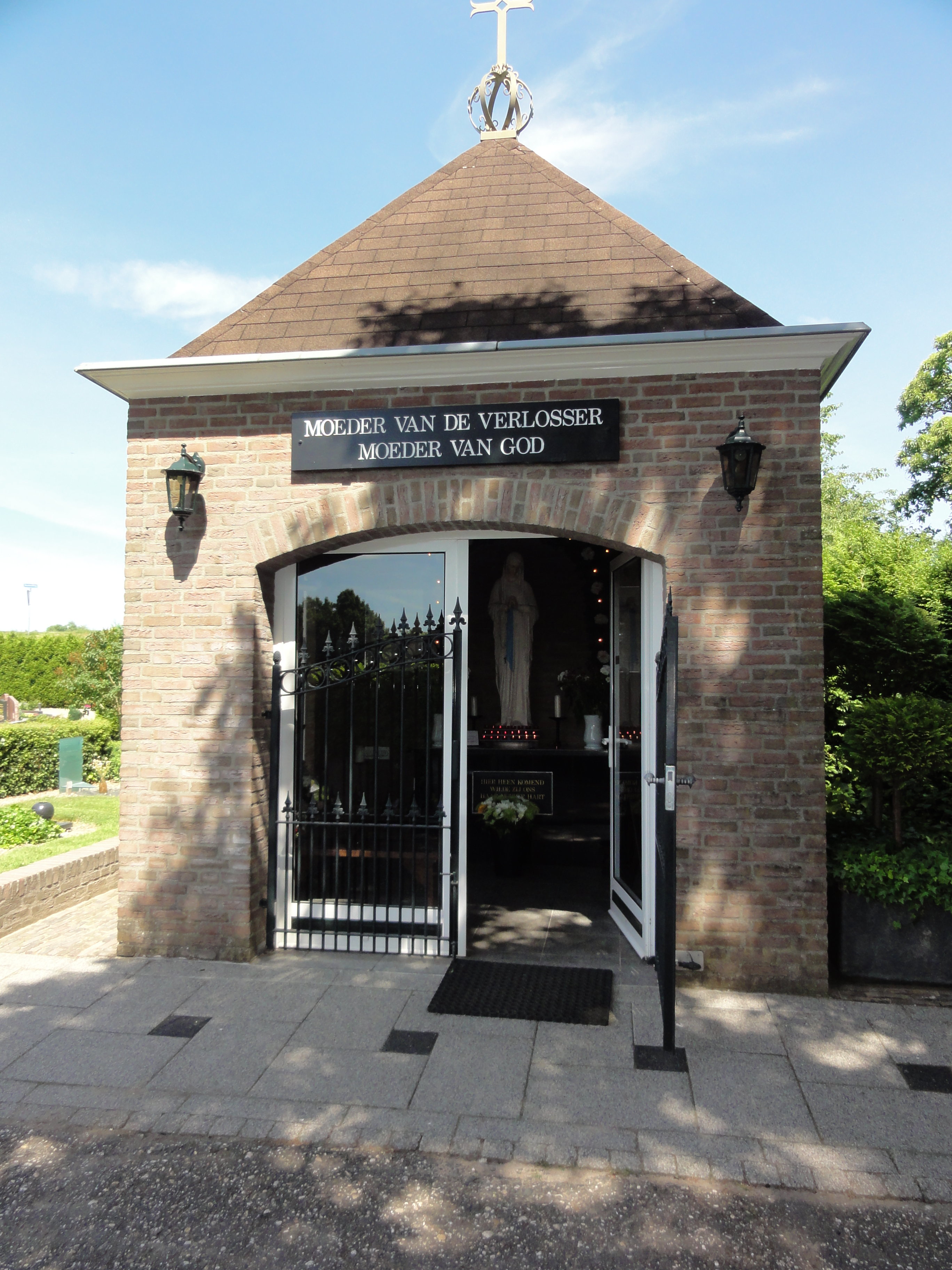
Каплиця в Ангерені
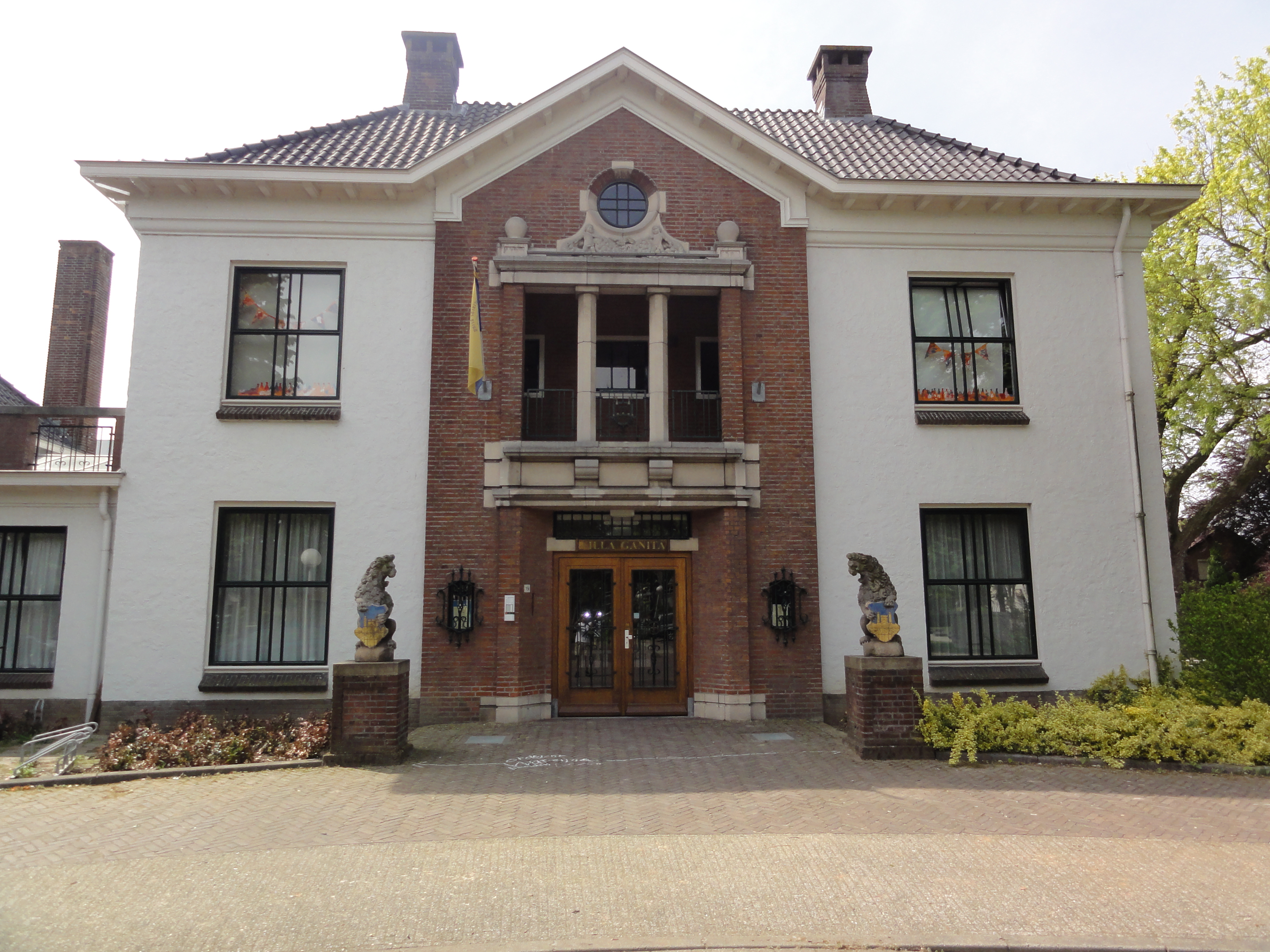
Приміщення колишньої мерії в Гендті